# Landed gentry

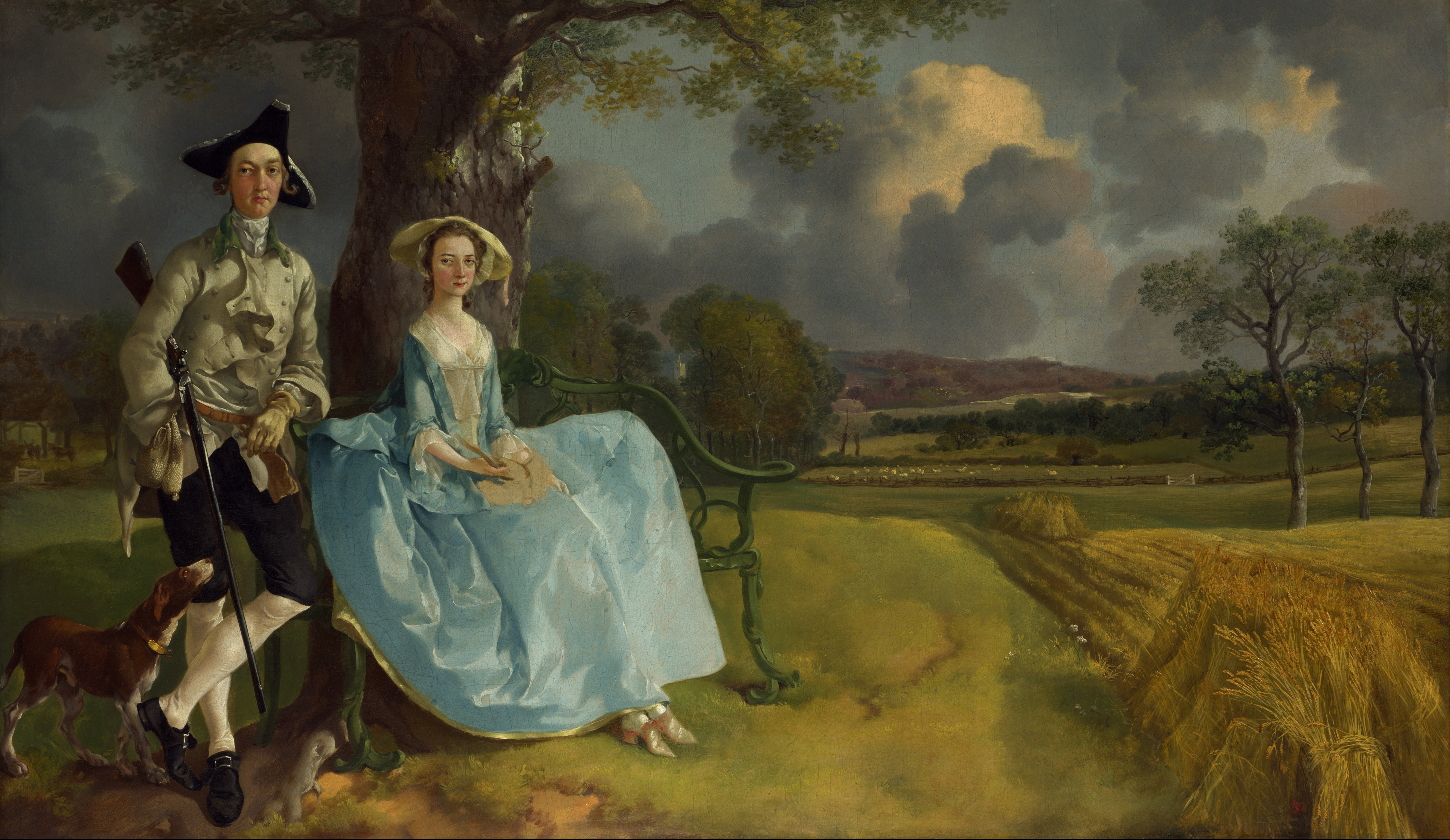
Mr and Mrs Andrews (1748-49) par Thomas Gainsborough, un couple de la noblesse terrienne, dont la richesse provenait du textile et du commerce maritime, tout récemment investie dans la terre, ici immortalisé. National Gallery, Londres.

La landed gentry, en français noblesse terrienne, était une classe sociale britannique de rang inférieur à l'aristocratie et à la pairie (haute noblesse) qui était composée par les propriétaires fonciers. La noblesse terrienne était associée aux titres ou qualifications nobles de chevalier, d'écuyer et de gentilhomme.

## Définition
La primauté de la noblesse terrienne appartient au passé. Elle est composée en théorie de grands propriétaires fonciers qui pouvaient vivre entièrement des revenus de leurs locations foncières, et qui disposaient d'une propriété immobilière de style (château, manoir, gentilhommière ou maison de maître) à la campagne.
La noblesse terrienne regroupe les individus qui n'ont pas à travailler pour gagner leur vie. Leurs revenus peuvent provenir des loyers de leurs propriétés, de leurs fermes et des bâtiments, et pas du monde du travail (salaire). De plus, la noblesse terrienne était spécifiquement composée d'aristocrates sans titre. Par exemple ceux qui avaient reçu des baronnies, des comtés, des duchés étaient plus élevés que l’aristocratie terrienne sur l’échelle sociale et ne faisaient pas partie de cette classe.
La noblesse terrienne incluait traditionnellement plusieurs titres. Le rang le plus bas de la noblesse terrienne était composé des écuyers qui, bien qu’ils n’aient pas besoin de travailler pour gagner leur vie, vivaient souvent des revenus tirés de quelques fermes ou propriétés. Au dessus des écuyers se trouvent les chevaliers qui n'avaient pas non plus pas à travailler et qui recevaient un revenu de la couronne en échange d'un service militaire ou d'une autre forme de service qui glorifiait la couronne.
Elle était distincte et socialement « inférieure » à la pairie, bien que certains membres de la gentry fussent plus riches que de nombreux pairs, et que de nombreux gentlemen fussent apparentés à des pairs. Ils ont souvent travaillé comme administrateurs de leurs propres terres, tandis que d'autres sont devenus des figures publiques, politiques, religieuses et militaires. Le déclin de cette classe privilégiée découle en grande partie de la dépression agricole des années 1870. Cependant, il existe aujourd'hui encore un grand nombre d'héritiers britanniques, dont beaucoup ont transféré, avant la crise agricole, leurs compétences de gestion dans la spéculation foncière.
La désignation landed gentry désignait à l'origine exclusivement les membres de l'upper class, classe sociale « supérieure » composée des landlords (les propriétaires terriens), qui n'étaient pas nobles au sens continental européen, à la différence des pairs (peers), bien qu'appartenant à la nobility britannique ou nobilitas minor. Un système social analogue a vu le jour dans les pays qui ont connu et maintenu un système colonial ; le terme étant encore employé dans de nombreuses anciennes colonies britanniques, ou le Commonwealth, telles que la colonie de Virginie et certaines régions de l'Inde. À la fin du XIXe siècle, on a vu le terme être appliqué également à des pairs tels que le duc de Westminster dont l'immense fortune provenait de ses propriétés foncières. La série de répertoires sociaux Burke's Landed Gentry a enregistré les membres de cette classe. Les bourgeois enrichis utilisaient souvent leur fortune accumulée pour acheter des propriétés de campagne, dans le but de s'établir comme membres de cette noblesse terrienne.

## Groupements
Le terme gentry, dont certains « landed », comprenait quatre groupes distincts en Angleterre :
1. Baronets : Un titre héréditaire, créé à l'origine au XIVe siècle et relancé par le roi Jacques en 1611, donnant au titulaire le droit d'être appelé Sir.
2. Knights : À l'origine un grade militaire, ce statut était de plus en plus attribué aux civils comme une récompense pour le service à la Couronne. Les détenteurs ont le droit d'être appelés Sir (sauf les Honorary Knights, qui ne sont pas britanniques ou d'une nationalité du Commonwealth), comme le sont les baronnets, mais contrairement au baronnet, le titre de chevalier n'est pas héréditaire.
3. Esquires : À l'origine, ces hommes aspirant à la chevalerie étaient les principaux serviteurs d'un chevalier. Après le Moyen Âge, le titre d'Esquire (Esq.) devint un honneur qui pouvait être conféré par la Couronne et par la coutume aux titulaires de certains postes (avocats, maires, membres du clergé, membres du parlement, juges de paix et officiers supérieurs des forces armées) (voir Squire - écuyers)[2]
4. Gentlemen : Possesseurs d'un statut social reconnu comme un titre séparé par le Statut des additions de 1413. Généralement les hommes de haute naissance ou de haut rang, disposant d'une bonne position sociale ou d'une fortune, qui n'ont pas besoin de travailler pour gagner leur vie, ont été considérés comme « Messieurs ».

Tout le premier groupe, et beaucoup des trois derniers, étaient « armigères », ayant obtenu le droit de porter un blason. Dans beaucoup de sociétés continentales, c'était exclusivement le droit de la noblesse, et au moins du haut clergé. En France, c'était à l'origine vrai, mais de nombreux bourgeois, grands propriétaires terriens et riches commerçants ont été autorisés à enregistrer des armoiries.

## Origine du terme
Le terme "landed gentry" (noblesse terrienne), bien qu'à l'origine utilisé pour signifier la noblesse, désignait la petite noblesse en Angleterre vers 1540. Le terme historique gentry est, selon Peter Coss, une construction que les historiens ont appliquée vaguement à des sociétés assez différentes. Tout modèle particulier peut ne pas convenir à une société spécifique, mais une définition unique reste néanmoins souhaitable,. L'expression landed gentry désignait en particulier les membres sans titre de la classe supérieure des propriétaires terriens. La forme de richesse la plus stable et la plus respectée ayant toujours été la terre, un grand prestige et des responsabilités politiques étaient (aujourd'hui encore, mais dans une bien moindre mesure) naturellement attachés à la propriété foncière.

## Statut contemporain
La Grande Dépression de l'agriculture britannique à la fin du XIXe siècle, puis l'introduction au XXe siècle de niveaux de taxation de plus en plus lourds sur la richesse héritée, a mis fin à la terre agricole comme principale source de richesse pour les classes supérieures. De nombreuses propriétés ont été vendues ou démantelées, et cette tendance a été accélérée par l'introduction de la protection des locations agricoles, encourageant les ventes directes, à partir du milieu du XXe siècle.
Cette situation a été si dévastatrice pour les rangs de la noblesse terrienne que Burke's Landed Gentry a commencé, au XXe siècle, à inclure les familles historiques dans cette catégorie qui avaient cessé de posséder leurs terres ancestrales. L'attention de ceux qui sont restés dans cette classe s'est déplacée des terres ou des domaines eux-mêmes, à la maison seigneuriale ou « siège de la famille » qui a été dans de nombreux cas conservé sans les terres environnantes. Beaucoup de ces bâtiments ont été achetés pour la Nation et conservés comme monuments de mémoire (dont certains anciens propriétaires étaient encore parfois locataires) par le National Trust for Places of Historic Interest or Natural Beauty. Le National Trust, qui se concentrait à l'origine sur des paysages ouverts plutôt que sur des bâtiments, accéléra son programme d'acquisition de maisons de campagne pendant et après la Seconde Guerre mondiale, en partie à cause de la destruction généralisée des maisons de campagne au XXe siècle par les propriétaires qui ne pouvaient les maintenir. Ceux qui conservaient leurs biens devaient généralement compléter leurs revenus par d'autres sources que la terre, parfois en ouvrant leurs propriétés au public.
Au XXIe siècle, le terme landed gentry est encore utilisé, car la classe des propriétaires fonciers existe toujours, mais elle fait de plus en plus référence à la richesse foncière historique ou à la propriété actuelle dans une famille. De plus, la déférence qui était autrefois donnée automatiquement aux membres de cette classe par la plupart des Britanniques s'est presque entièrement dissipée à mesure que sa richesse, son pouvoir politique et son influence sociale diminuaient et que d'autres personnalités du paysage social, comme les célébrités, prenaient leur place dans l'intérêt du public.[réf. nécessaire]